# Louestault
Louestault és un municipi francès, situat al departament de l'Indre i Loira i a la regió de Centre – Vall del Loira. L'any 2007 tenia 366 habitants.

## Demografia

### Població
El 2007 la població de fet de Louestault era de 366 persones. Hi havia 111 famílies, de les quals 38 eren unipersonals (21 homes vivint sols i 17 dones vivint soles), 30 parelles sense fills i 43 parelles amb fills.
La població ha evolucionat segons el següent gràfic:
Habitants censats

### Habitatges
El 2007 hi havia 140 habitatges, 116 eren l'habitatge principal de la família, 15 eren segones residències i 9 estaven desocupats. Tots els 140 habitatges eren cases. Dels 116 habitatges principals, 79 estaven ocupats pels seus propietaris, 34 estaven llogats i ocupats pels llogaters i 3 estaven cedits a títol gratuït; 1 tenia una cambra, 5 en tenien dues, 19 en tenien tres, 28 en tenien quatre i 63 en tenien cinc o més. 90 habitatges disposaven pel capbaix d'una plaça de pàrquing. A 56 habitatges hi havia un automòbil i a 59 n'hi havia dos o més.

### Piràmide de població
La piràmide de població per edats i sexe el 2009 era:
| Homes | Edats   | Dones |
| ----- | ------- | ----- |
| 0     | 95 o +  | 0     |
| 0     | 90 a 94 | 0     |
| 0     | 85 a 89 | 0     |
| 0     | 80 a 84 | 0     |
| 4     | 75 a 79 | 0     |
| 4     | 70 a 74 | 8     |
| 4     | 65 a 69 | 4     |
| 4     | 60 a 64 | 4     |
| 8     | 55 a 59 | 0     |
| 12    | 50 a 54 | 4     |
| 16    | 45 a 49 | 8     |
| 12    | 40 a 44 | 0     |
| 28    | 35 a 39 | 24    |
| 24    | 30 a 34 | 4     |
| 24    | 25 a 29 | 8     |
| 12    | 20 a 24 | 0     |
| 8     | 15 a 19 | 0     |
| 12    | 10 a 14 | 12    |
| 8     | 5 a 9   | 4     |
| 8     | 0 a 4   | 4     |

## Economia
El 2007 la població en edat de treballar era de 268 persones, 220 eren actives i 48 eren inactives. De les 220 persones actives 202 estaven ocupades (132 homes i 70 dones) i 18 estaven aturades (8 homes i 10 dones). De les 48 persones inactives 13 estaven jubilades, 19 estaven estudiant i 16 estaven classificades com a «altres inactius».

### Ingressos
El 2009 a Louestault hi havia 118 unitats fiscals que integraven 293 persones, la mediana anual d'ingressos fiscals per persona era de 18.124 €.

### Activitats econòmiques
Dels 11 establiments que hi havia el 2007, 1 era d'una empresa alimentària, 5 d'empreses de construcció, 1 d'una empresa de comerç i reparació d'automòbils, 1 d'una empresa financera, 2 d'empreses immobiliàries i 1 d'una entitat de l'administració pública.
Dels 3 establiments de servei als particulars que hi havia el 2009, 1 era un guixaire pintor, 1 fusteria i 1 agència immobiliària.
L'any 2000 a Louestault hi havia 11 explotacions agrícoles.

## Equipaments sanitaris i escolars
L'únic equipament sanitari que hi havia el 2009 era una ambulància.

## Poblacions més properes
El següent diagrama mostra les poblacions més properes.